# مرلین گوریس
مرلین گوریس (انگلیسی: Marleen Gorris؛ زادهٔ ۹ دسامبر ۱۹۴۸) یک کارگردان و فیلم‌نامه‌نویس اهل هلند است.
فیلم آنتونیا به کارگردانی وی برنده اسکار بهترین فیلم غیر انگلیسی‌زبان در سال ۱۹۹۵ شده است.